# Список видов семейства Hypochilidae
Список всех описанных видов пауков семейства Hypochilidae на 3 августа 2012 года.

## Ectatosticta
Ectatosticta Simon, 1892
- Ectatosticta davidi (Simon, 1889) — Китай
- Ectatosticta deltshevi Platnick & Jager, 2009 — Китай

## Hypochilus
Hypochilus Marx, 1888
- Hypochilus bernardino Catley, 1994 — США
- Hypochilus bonneti Gertsch, 1964 — США
- Hypochilus coylei Platnick, 1987 — США
- Hypochilus gertschi Hoffman, 1963 — США
- Hypochilus jemez Catley, 1994 — США
- Hypochilus kastoni Platnick, 1987 — США
- Hypochilus petrunkevitchi Gertsch, 1958 — США
- Hypochilus pococki Platnick, 1987 — США
- Hypochilus sheari Platnick, 1987 — США
- Hypochilus thorelli Marx, 1888 — США